# Communauté de communes du Pays de Fénelon (ancienne)
Pour l’article homonyme, voir Communauté de communes du Pays de Fénelon.
La communauté de communes du Pays de Fénelon est une ancienne communauté de communes française, située dans le département de la Dordogne et la région Aquitaine.

## Histoire
Le 26 novembre 2003, les quatre communes qui la composent (Calviac-en-Périgord, Sainte-Mondane, Saint-Julien-de-Lampon et Veyrignac) fusionnent avec celles de la communauté de communes du Carluxais.
La nouvelle intercommunalité prend alors l'appellation de communauté de communes du Carluxais Terre de Fénelon.
En 2014, une nouvelle intercommunalité a repris le même nom.